# ネクストジェネレーション・ATPファイナルズ
ネクストジェネレーション・ATPファイナルズ（英: Next Gen ATP Finals）は、21歳以下の選手を対象としたATPツアーのシーズン最終戦である。

## 概要
ATPが若手選手の育成を目的に2017年に創設。21歳以下の選手を対象としたATP Next Genレースのポイント上位7名と、ワイルドカード1名の計8名で優勝を争う。開催地はイタリア・ミラノで、2021年までの5年契約を結んでいる。
なお、公式戦ではあるが、ATPランキングポイントは付与されず、優勝した場合もタイトル獲得の扱いにはならない。

## 試合方式
ATPファイナルズと同様に4名・2グループに分かれて、「ラウンドロビン」と呼ばれる1次リーグを総当たり戦方式で行い、各グループの戦績上位2名が準決勝に進出できる。準決勝の勝者が決勝に進出する。
この大会では試合時間の短縮などを目的に
- 試合形式は4ゲーム先取のベスト・オブ5セット・マッチ、3ゲームオールでタイブレーク
- ウォーミングアップの時間短縮、ショットクロックの25秒厳格化、メディカルタイムアウトは1回のみ
- ノーアドバンテージ（デュース時にはサーブ側がサーブを打つサイドを決め、1回で決まる）
- オンコートコーチング（1セットにつき1回のみ、コーチからヘッドホンを使った助言を受けられる）
- ホークアイ・ライブを使用した自動判定によるラインコール
- タオルは選手自身が後方のラックから取る

以上のルールが試験的に導入されている。

## 大会歴代優勝者
| 開催地 | 年   | 優勝者                 | 準優勝者             | スコア                             |
| ------ | ---- | ---------------------- | -------------------- | ---------------------------------- |
| ミラノ | 2017 | 鄭現                   | アンドレイ・ルブレフ | 3-4(5-7), 4-3(7-2), 4-2, 4-2       |
| ミラノ | 2018 | ステファノス・チチパス | アレックス・デミノー | 2-4, 4-1, 4-3(7-3), 4-3(7-3)       |
| ミラノ | 2019 | ヤニック・シナー       | アレックス・デミノー | 4-2, 4-1, 4-2                      |
| ミラノ | 2020 | 開催なし               | 開催なし             | 開催なし                           |
| ミラノ | 2021 | カルロス・アルカラス   | セバスチャン・コルダ | 4-3(7-5), 4-2, 4-2                 |
| ミラノ | 2022 | ブランドン・ナカシマ   | イジー・レヘチカ     | 4-3(7-5), 4-3(7-5), 4-2            |
| ジッダ | 2023 | ハマド・メジェドビッチ | アルトゥール・フィス | 3-4(6-8), 4-1, 4-2, 3-4(9-11), 4-1 |
| ジッダ | 2024 | ジョアン・フォンセカ   | ラーナー・ティエン   | 2-4, 4-3(10-8), 4-0, 4-2           |

## 過去のシングルス出場者
| 年   | 1                 | 2                   | 3                     | 4                 | 5                     | 6                      | 7                             | 8/WC                 |
| ---- | ----------------- | ------------------- | --------------------- | ----------------- | --------------------- | ---------------------- | ----------------------------- | -------------------- |
| 2024 | フィス (20位)     | ミケルセン (42位)   | メンシーク (48位)     | 商竣程 (50位)     | ティエン (123位)      | アッシュ (128位)       | バサバレディ (139位)          | フォンセカ (145位)   |
| 2023 | フィス (36位)     | アッシュ (66位)     | シュトリッカー (92位) | ミケルセン (94位) | コボッリ (100位)      | メジェドビッチ (111位) | ナルディ (118位)              | シルバーヤ (187位)   |
| 2022 | ムゼッティ (23位) | ドレイパー (41位)   | ナカシマ (49位)       | レヘチカ (74位)   | 曾俊欣 (90位)         | シュトリッカー (111位) | パッサーロ (119位)            | アルナルディ (134位) |
| 2021 | アルカラス (32位) | コルダ (39位)       | ムゼッティ (58位)     | ナカシマ (63位)   | セルンドロ (91位)     | バエス (111位)         | ルーネ (109位)                | ガストン (67位)      |
| 2020 | 開催中止          | 開催中止            | 開催中止              | 開催中止          | 開催中止              | 開催中止               | 開催中止                      | 開催中止             |
| 2019 | デミノー (18位)   | ティアフォー (46位) | アンベール (56位)     | ルード (63位)     | ケツマノビッチ (55位) | イマー (73位)          | ダビドビッチ・フォキナ (82位) | シナー (93位)        |
| 2018 | チチパス (16位)   | デミノー (33位)     | ティアフォー (44位)   | フリッツ (49位)   | ルブレフ (76位)       | フルカチュ (79位)      | ムナル (80位)                 | カルアナ (622位)     |
| 2017 | ルブレフ (35位)   | ハチャノフ (44位)   | シャポバロフ (49位)   | チョリッチ (51位) | ドナルドソン (54位)   | 鄭現 (55位)            | メドベージェフ (63位)         | クインツィ (294位)   |

| 年   | 欠場・棄権                                                        | 交代選手1            | 交代選手2        |
| ---- | ----------------------------------------------------------------- | -------------------- | ---------------- |
| 2024 |                                                                   | ランダルーセ (153位) | ウォン (163位)   |
| 2023 | アルカラス (2位) ルーネ (8位) シェルトン (17位) ムゼッティ (27位) | ダルデリ (127位)     | カゾー (128位)   |
| 2022 | アルカラス (1位) ルーネ (10位) シナー (15位)                      | ナルディ (126位)     | スカトフ (141位) |
| 2021 | シナー (10位) オジェ＝アリアシム (11位) ブルックスビー (56位)     | レヘチカ (164位)     | マハーチ (129位) |
| 2020 | 開催中止                                                          | 開催中止             | 開催中止         |
| 2019 | チチパス (7位) オジェ＝アリアシム (19位) シャポバロフ (28位)      | ポピリン (95位)      | ムーテ (97位)    |
| 2018 | A.ズベレフ (7位) シャポバロフ (29位)                              | アンベール (99位)    | モー (102位)     |
| 2017 | A.ズベレフ (4位)                                                  | ティアフォー (78位)  | チチパス (89位)  |